# Veniamine Taïanovitch
Veniamine Taïanovitch (en russe : Вениамин Таянович) est un ancien nageur soviétique puis russe, né le 6 avril 1967. Il est spécialisé en nage libre.

## Palmarès

### Jeux olympiques
- Jeux olympiques de 1992 à Barcelone (Espagne) : 
  -  Médaille d'or du relais 4 × 200 m nage libre
  -  Médaille d'argent du relais 4 × 100 m nage libre

### Championnats du monde
- Championnats du monde 1991 à Perth (Australie) : 
  -  Médaille de bronze du relais 4 × 100 m nage libre

### Championnats d'Europe
- Championnats d'Europe 1987 à Schiltigheim (France) :
  -  Médaille de bronze du 4 × 100 m nage libre.
- Championnats d'Europe 1991 à Athènes (Grèce) :
  -  Médaille d'or du 4 × 100 m nage libre ;
  -  Médaille d'or du 4 × 200 m nage libre.